# Hypselostoma megaphonum
Hypselostoma megaphonum е вид коремоного от семейство Vertiginidae. Видът е световно застрашен, със статут Уязвим.

## Разпространение
Разпространен е в Малайзия (Западна Малайзия).